# Ásbjǫrn skerjablesi
Ásbjǫrn skerjablesi (mort en 874), également connu sous le nom de Ásbjǫrn jarl skerjablesi, est un souverain  Hébrides attesté par le Landnámabók et la Droplaugarsona saga.
Son épithète, skerjablesi, peut se traduire par « étincelle ». Il est possible que ce nom signifie « l'incendiaire des Skerries » bien que le terme skerry auquel il se réfère soit inconnu. Une autre interprétation est que, tandis que l'élément verbal blesi (incendie) se réfère au surnom d' Ásbjǫrn, l'élément sker (skerry) se réfère à son lieu de séjour.
Selon le Landnámabók, Ásbjǫrn est tué en 874 par Hólmfastr Véþormsson et Grímr, un neveu du père d' Hólmfastr. Les meurtriers d' Ásbjǫrn' auraient réduit en esclavage son épouse, Álof une fille de  Þórðr vaggagði, et sa fille  Arneiðr.

## Source de la traduction
- (en) Cet article est partiellement ou en totalité issu de l’article de Wikipédia en anglais intitulé « Ásbjǫrn skerjablesi » (voir la liste des auteurs).

## Sources primaires
- (en) « AM 132 Fol »(Archive.org • Wikiwix • Archive.is • Google • Que faire ?), sur Handrit.is, n.d. (consulté le 22 janvier 2017)
- (en) Austfirðinga Sǫgur, Copenhagen, S.I. Møllers Bogtrykkeri, 1902–1903 (lire en ligne)
- (en) Landnámabók I–III : Hauksbók, Sturluboók, Melabók, Copenhague, Thieles Bogtrykkeri, 1900 (lire en ligne)
- (en) The Book of Settlements: Landnámabók, Winnipeg, University of Manitoba Press, 2006 (1re éd. 1972) (ISBN 0-88755-698-1)

## Sources secondaires
- (en) D Wyatt, Slaves and Warriors in Medieval Britain and Ireland, 800–1200, Leyde, éditions Brill, coll. « The Northern World: North Europe and the Baltic c. 400–1700 AD. Peoples, Economics and Cultures (series vol. 45) », 2009, 455 p. (ISBN 978-90-04-17533-4, ISSN 1569-1462, lire en ligne)